# Mouhamed Gueye
Mouhamed Gueye (ur. 9 listopada 2002 w Dakarze) – senegalski koszykarz, występujący na pozycjach silnego skrzydłowego lub środkowego, od 2023 zawodnik Atlanty Hawks.
W 2023 reprezentował Atlantę Hawks podczas rozgrywek letniej ligi NBA w Las Vegas.

## Osiągnięcia
Stan na 4 grudnia 2023, na podstawie, o ile nie zaznaczono inaczej.
NCAA
- Zaliczony do:
  - I składu:
    - Pac-12 (2023)
    - najlepszych pierwszorocznych zawodników Pac-12 (2022)
- Lider konferencji Pac-12 w liczbie zbiórek w ataku (2023 – 111)
- Najlepszy pierwszoroczny zawodnik tygodnia konferencji Pac-12 (22.11.2021, 17.01.2022, 7.02.2022, 28.02.2022, 7.03.2022)